# Magdalena Lewy-Boulet
Magdalena Lewy-Boulet (* 1. August 1973 in Jastrzębie-Zdrój als Magdalena Lewy) ist eine US-amerikanische Marathonläuferin polnischer Herkunft.

## Werdegang
1988 kam sie mit ihrer Mutter und ihrem Bruder nach Kiel zu ihrem zuvor emigrierten Vater. Drei Jahre später zog die Familie zu einem Onkel nach Long Beach. Sie schloss ein Studium an der University of California, Berkeley California State University, East Bay als Master im Fach Sportphysiologie ab.
2001 wurde sie Zweite beim California International Marathon, und 2002 gewann sie den Pittsburgh-Marathon und den San-Francisco-Marathon. 2003 wurde sie Zweite in Pittsburgh und belegte bei den Halbmarathon-Weltmeisterschaften in Vilamoura den 40. Platz. 2004 wurde sie Fünfte beim US-Ausscheidungskampf für die Olympischen Spiele in Athen.
Nach einer Babypause 2005 siegte sie 2006 beim OC Marathon und qualifizierte sich mit einem 15. Platz beim New-York-City-Marathon für den US-Ausscheidungskampf für die Olympischen Spiele in Peking, der am Vortag des Boston-Marathons 2008 stattfand. Sie überraschte die Konkurrenz, indem sie sich bald an die Spitze setzte und einen Vorsprung von fast zwei Minuten herauslief. Zwar wurde sie kurz vor Schluss noch von der hohen Favoritin Deena Kastor überholt, aber der zweite Platz sicherte einen Startplatz für den olympischen Marathon. In Peking verletzte sie sich kurz vor dem Wettkampf das Knie, als sie in einem Pendelbus gegen eine Sitzlehne stieß, und musste nach 20 km aufgeben. Im Herbst wurde sie dann Elfte in New York City.
2009 wurde sie beim Halbmarathonbewerb des Houston-Marathons als Gesamtsiegerin US-amerikanische Meisterin, Zweite beim San-José-Halbmarathon und Sechste in New York City. 
Bei den Crosslauf-Weltmeisterschaften 2010 kam sie auf Platz 20 und gewann mit dem US-Team Bronze. Einem zweiten Platz beim Rotterdam-Marathon folgte der Titelgewinn bei der US-Meisterschaft im 20-km-Straßenlauf und ein siebter Platz beim Chicago-Marathon.
Die Athletin mit dem Spitznamen „Chewy“ ist 1,63 Meter groß und wiegt 50 kg. Sie wird von Jack Daniels trainiert. Mit ihrem Ehemann, dem ehemaligen Mittelstreckenläufer Richard Boulet, lebt sie in Oakland, wo sie bis 2009 als Assistenztrainerin an der University of California, Berkeley, tätig war. Von 2000 bis 2007 arbeitete sie als Forschungsleiterin bei Sport Street Marketing, dem Hersteller von GU Energy Gel, der sie auch heute noch als Sponsor unterstützt.
2015 siegte Magdalena Boulet in 19:05:21 h im 100 Meilen Western States Endurance Run in Kalifornien.

## Persönliche Bestzeiten
- 10.000 m: 31:48,58 min, 23. Juni 2011, Eugene
- 20-km-Straßenlauf: 1:07:41 h, 6. September 2010, New Haven
- Halbmarathon: 1:11:46 h, 4. Oktober 2009, San José
- Marathon: 2:26:22 h, 11. April 2010, Rotterdam